# Псаммут
Псаммут — давньоєгипетський фараон з XXIX династії.

## Життєпис
Після смерті Неферіта I частина знаті, яка підтримувала Псаммута як претендента на трон на противагу Мутісу, рідному сину Неферіта, зуміла привести Псаммута до влади. Однак його правління не тривало й року, він був повалений Ахорісом.
Незважаючи на короткий термін царювання встиг збудувати у Карнаці невеликий храм.